# Júlia Côta
Júlia Côta é uma barrista portuguesa, natural de Galegos (Santa Maria), atualmente a residir na freguesia de Manhente. Filha de Rosa Côta e neta de Domingos Côto, criador do Galo de Barcelos. É uma referência na arte do figurado.